# Rhagoletis berberidis
Rhagoletis berberidis är en tvåvingeart som beskrevs av Jermy 1961. Rhagoletis berberidis ingår i släktet Rhagoletis och familjen borrflugor. Inga underarter finns listade i Catalogue of Life.